# Boise
Boise [bɔɪsi] är huvudstad i den amerikanska delstaten Idaho med en yta av 165,7 kilometer² och en befolkning, som uppgår till cirka 205 671 invånare (2010). Med alla förorter inräknade bor 616 561 invånare i Boise. Cirka 0,8 procent av befolkningen i staden är afroamerikaner. Av befolkningen lever cirka 8 procent under fattigdomsgränsen. Staden är belägen i den sydvästra delen av delstaten, cirka 60 kilometer öster om gränsen till delstaten Oregon. Boises borgmästare sedan 2004 heter David H. Bieter.

## Kända personer från Boise
- Kristin Armstrong, cyklist
- James Jesus Angleton, CIA
- Bill Buckner, baseball
- John Sanford Cole, flottan
- Frank Church, senator
- John M. Haines, borgmästare
- Mark Gregory Hambley, ambassadör
- Gene Harris, jazzmusiker
- Michael Hoffman, regissör
- Howard W. Hunter, religiös ledare
- Dirk Kempthorne, borgmästare
- George Kennedy, skådespelare
- Mark Levine, jazzmusiker
- Doug Martsch, musiker
- Brett Nelson, musiker
- Torrie Wilson, modell, brottare och entertainer

## Borgmästare
- Moses Alexander, 13 juli 1901–18 juli 1903
- James H. Hawley, 18 juli 1903–20 juli 1905
- James A. Pinney, 20 juli 1905–6 april 1907
- John M. Haines, 6 april 1907–10 april 1909
- Joseph T. Pence, 1909–1911
- Harry Fritchman, 1911–1912
- Arthur Hodges, 1912–1915
- J. W. Robinson, 4 april 1915–1 juni 1916
- S. H. Hays, 6 juni 1916–26 april 1919
- Ernest G. Eagleson, 28 april 1919–7 april 1921
- Eugene B. Sherman, 7 april 1921–5 maj 1925
- Ernest G. Eagleson, 5 maj 1925–2 maj 1927
- Herbert F. Lemp, 2 maj 1927–6 maj 1927
- Walter F. Hansen, 6 maj 1927–30 april 1929
- James P. Pope, 30 april 1929–13 februari 1933
- Ross Cady, 13 februari 1933–1 maj 1933
- J. J. McCue, 1 maj 1933–1 maj 1935
- Byron E. Hyatt, 1 maj 1935–11 november 1936
- J. L. Edlefsen, 11 november 1936–29 april 1939
- James L. Straight, 29 april 1939–19 april 1941
- H. W. Whillock, 19 april 1941–11 maj 1942
- Austin Walker, 11 maj 1942–31 oktober 1945
- Sam S. Griffin, 31 oktober 1945–25 februari 1946
- H. W. Whillock, 25 februari 1946–6 maj 1947
- Potter P. Howard, 5 maj 1947–maj 1951
- R. E. Edlefsen, maj 1951–maj 1959
- Robert L. Day, maj 1959–maj 1961
- Eugene W. Shellworth, maj 1961–januari 1966
- Jay S. Amyx, januari 1966–januari 1974
- Richard Eardley, januari 1974–januari 1986
- Dirk Kempthorne, Republikanska partiet, 1986–1993
- H. Brent Coles, 5 januari 1993–15 februari 2003
- Carolyn Terteling-Payne, 18 februari 2003–6 januari 2004
- David H. Bieter, Demokratiska partiet, 6 januari 2004–7 januari 2020
- Lauren McLean, Demokratiska partiet, 7 januari 2020–[5]

Denna lista hämtas från Wikidata. Informationen kan ändras där.